# Boophis feonnyala
Espèce
Statut de conservation UICN

 EN B1ab(iii) : En danger
Boophis feonnyala est une espèce d'amphibiens de la famille des Mantellidae.

## Répartition
Cette espèce est endémique de Madagascar. Elle se rencontre à environ 900 m d'altitude dans les environs d'Andasibe,.

## Description
Boophis feonnyala mesure environ 25 mm pour les mâles. Son dos est beige, certains spécimens présentant de très petites taches sombres et rougeâtres, d'autres étant entièrement beiges. Son ventre est blanc dans la partie centrale et gris-beige au niveau des flancs.

## Étymologie
Son nom d'espèce, dérivé du malgache feon'ny ala, « la voix de la forêt », lui a été donné en référence au fait qu'elle a été découverte par son chant dans le lac artificiel de l'hôtel Feon'ny ala où l'équipe des collecteurs déjeunait.

## Publication originale
- Glaw, Vences, Andreone & Vallan, 2001 : Revision of the Boophis majori group (Amphibia: Mantellidae) from Madagascar, with descriptions of five new species. Zoological Journal of the Linnean Society, vol. 133, p. 495-529 (texte intégral).